# Председнички избори у САД 1836.
Председнички избори у Сједињеним Америчким Државама 1836. били су 13. четворогодишњи председнички избори, одржани од четвртка, 3. новембра до среде, 7. децембра 1836. У трећој узастопној изборној победи Демократске странке, актуелни потпредседник Мартин Ван Бурен победио је четири кандидата које је кандидовала новонастала Виговска партија.
Демократска национална конвенција из 1835. одабрала је карту Ван Бјурена (ручно изабраног наследника председника Ендруа Џексона) и америчког представника Ричарда Ментора Џонсона из Кентакија. Виговска партија, која се тек недавно појавила и коју је првенствено ујединила опозицију Џексону, још није била довољно организована да би се договорила око једног кандидата. У нади да ће изнудити контингентне изборе у Представничком дому ускраћивањем изборне већине демократама, Виговци су кандидовали више кандидата. Већина Вига из северне и пограничне државе подржала је карту коју је предводио бивши сенатор Вилијам Хенри Харисон из Охаја, док је већина јужних Вига подржала карту коју је предводио сенатор Хју Лосон Вајт из Тенесија. Два друга Вига, Данијел Вебстер и Вили Персон Мангум, превозили су Масачусетс и Јужну Каролину на картама за једну државу.
Упркос томе што се суочио са више кандидата, Ван Бурен је освојио већину електорских гласова, а освојио је већину гласова и на северу и на југу. Без обзира на то, стратегија Вига је била веома близу успеха, пошто је Ван Бурен победио у одлучујућој држави Пенсилванију са нешто више од два поена. Пошто су бирачи Вирџиније гласали за Ван Бурена, али су одбили да гласају за Џонсона, Џонсону је недостајао један глас од изборне већине, што је довело до контингентних избора за потпредседника. На тим контингентним изборима, Сенат Сједињених Држава је на првом гласању изабрао Џонсона уместо Харисоновог потпредседника Франциса Грејнџера.
Ван Бјурен је био трећи актуелни потпредседник који је победио на изборима за председника, догађај који се неће поновити све до 1988. године, када је Џорџ Х. В. Буш изабран за председника. Харисон је завршио на другом месту и на народним и на електорским изборима, а његов снажан учинак помогао му је да добије номинацију Виговца на председничким изборима 1840. године. Избори 1836. били су кључни за развој Другог партијског система и стабилног двопартијског система уопште. До краја избора, скоро све независне фракције су апсорбовале или демократе или виговци.